# Шарит де Ба
Шарит де Ба (фр. Charritte-de-Bas) насеље је и општина у југозападној Француској у региону Аквитанија, у департману Атлантски Пиринеји која припада префектури Олорон Сен Мари.
По подацима из 2011. године у општини је живело 247 становника, а густина насељености је износила 33,38 становника/km². Општина се простире на површини од 7,40 km². Налази се на средњој надморској висини од 102 метара (максималној 223 m, а минималној 99 m).

## Демографија
| 1962. | 1968. | 1975. | 1982. | 1990. | 1999. | 2011. |
| ----- | ----- | ----- | ----- | ----- | ----- | ----- |
| 318   | 301   | 291   | 285   | 273   | 247   | 247   |

График промене броја становника у току последњих година